# Felice Tamburelli
Felice Tamburelli (San Ginesio, 1590 – Napoli, 1656) è stato un vescovo cattolico italiano.

## Biografia
Originario della famiglia nobile Tamburelli di San Ginesio, imparentato con la famiglia nobile Gilberti e nipote del conte Camillo Onofri e della nobildonna Olimpia Tamburelli,  il 1º marzo 1638 fu nominato vescovo di Sora e il 14 consacrato dal cardinale Francesco Maria Brancaccio, accompagnato dall'arcivescovo Biagio Proto de Rossi e dal vescovo Giovanni Battista Altieri. Dopo essere partito per Sora ritorna a San Ginesio nel 1640 dove venne accolto con grande gioia dalla popolazione e con onori militari, ricevuto a Porta Picena dai "difensori della città" (l'avvocato Mario Perugini, Cesare Scortini, Giambattista Beltrami e Francesco Matteucci).
Nel 1643 venne nominato ministro del Sant'Uffizio nel Regno di Napoli, ruolo che ricoprirà insieme al vescovato fino alla sua morte nel 1656.

## Genealogia episcopale
La genealogia episcopale è:
- Cardinale Guillaume d'Estouteville, O.S.B.Clun.
- Papa Sisto IV
- Papa Giulio II
- Cardinale Raffaele Riario
- Papa Leone X
- Papa Clemente VII
- Cardinale Antonio Sanseverino, O.S.Io.Hieros.
- Cardinale Giovanni Michele Saraceni
- Papa Pio V
- Cardinale Innico d'Avalos d'Aragona, O.S.Iacobi
- Cardinale Scipione Gonzaga
- Patriarca Fabio Biondi
- Papa Urbano VIII
- Cardinale Cosimo de Torres
- Cardinale Francesco Maria Brancaccio
- Vescovo Felice Tamburelli